# Hemikyptha compressicornis
Hemikyptha compressicornis är en insektsart som beskrevs av Leon Fairmaire. Hemikyptha compressicornis ingår i släktet Hemikyptha och familjen hornstritar. Inga underarter finns listade i Catalogue of Life.